# John Bowlby
Edward John Mostyn Bowlby (London, 1907. február 26. – Skye, 1990. szeptember 2.) brit pszichoanalitikus képzettségű pszichiáter és pszichológus volt, aki leginkább a fejlődéslélektan iránt érdeklődött, legismertebb munkája a kötődés elmélete.

## Élete
Edward John Mostyn Bowlby 1907-ben született Londonban, egy felső-középosztálybeli család hatodik gyermekeként. A kor szokásai szerint őt és a testvéreit dadák nevelték, a szüleikkel keveset találkoztak. Édesanyját általában naponta egyszer látta, amikor délutáni teaidőben egy órát a gyermekeivel töltött. Ennek oka a kor felfogása volt, mely szerint a szeretet kimutatása és a nagyfokú figyelem a gyermeket elkényezteti. Ezért Bowlbynak egy dajka volt az elsődleges gondozója, egészen négyéves koráig.
Hétéves korában a szülei egy bentlakásos iskolába küldték, amiről utólag azt írta, korai volt számára és szörnyen érezte magát, és ez nagy hatással volt a későbbi munkásságára. A dartmouthi haditengerészeti iskolában tanult tovább, de hamar rájött, hogy inkább olyan munkát szeretne, ahol embereknek tud segíteni, és a világot jobbá tenni. Ezért a cambridge-i Trinity egyetemen tanult tovább, először apja nyomdokait követve orvostudományt, majd az utolsó évben pszichológiát. Miután ott 1928-ban lediplomázott, egy évig egy beilleszkedési nehézségekkel küszködő gyerekekkel foglalkozó iskolában dolgozott. Ezeknek a gyerekeknek a hatására kezdte először igazán foglalkoztatni, hogy a korai tapasztalatok hogyan befolyásolhatják a személyiség fejlődést. A rövid szünet után folytatta tanulmányait, 1933-ban végzett a University College Hospital-nál, majd Maudsleybe ment, ahol 1937-ben szerzett pszichoanalitikus végzettséget. 1940-ben pszichiáter lett a hadseregnél, majd a háború után 1945-től Tavistock klinika gyermek osztályának igazgatója lett. 1950-től az Egészségügyi Világszervezet (WHO) tanácsadója is.
1938. április 16-án feleségül vette Ursula Longstaffot, akitől négy gyermeke született. 1990-ben halt meg, skóciai nyaralójában.

## A kötődés
Bowlby kötődéselmélete szerint velünk születik a késztetés a kötődésre, és ennek megfelelően az újszülött viselkedési repertoárja (sírás, nevetés, kapálózás, stb.) mind olyan viselkedések, melyek – optimális esetben – biztosítják a közelséget és elősegítik a kontaktust az anyával. Hangsúlyozta az anya válaszkészségének fontosságát, mivel a gyermek kontaktuskereső viselkedése csak a párbeszéd egyik oldala, és csak megfelelő válasz esetén alakulhat ki a biztonságos kötődés. Feltételezte, hogy az ember esetében is létezik egy szenzitív periódus, melynek folyamán ki kell alakulnia a kötődésnek. Ez a kritikus időszak természetesen nem olyan rövid és pontosan meghatározható, mint az állatok imprintingje esetén.
Bowbly négy szakaszt különített el a kötődés fejlődésében:
1. A differenciálatlan szociabilitás (0-3 hó)
Ebben a korban a nem diszkrimináló szociális válaszkészség jellemzi a gyermek viselkedését. Majdnem minden szociális ingerre válaszol a gyermek, nemcsak a gondozó jelzéseire. Megjelenik az első társas mosoly, amikor már mások arcára reagál a gyermek mosolygással.
2. Differenciált szociabilitás (2-6 hó)
A gyermek kezdi megkülönböztetni a fontos személyeket, felismeri az anyját és a közelebbi családtagjait. De ebben a szakaszban még elfogadja másoktól is a gondoskodást, szórakoztatást, ha viszont választási lehetősége van, a számára ismerősöket választja.
3. Személyes kötődés vagy ragaszkodás (6 hó-2 év)
Ebben a szakaszban a kötődés kialakulása és annak stabilizálódása van a középpontban. Megjelennek a kötődés egyértelmű jelei, nem fogad el bárkitől törődést, hanem ragaszkodik az elsődleges gondozókhoz (ez általában az anya, de kiválthatja az apa, vagy akár egy testvér is).
4. Partnerség (2-3 év)
A gyermek kötődése ekkorra már stabilnak mondható, annyira, hogy ebből akár már nyitni is képes. Idegenekkel ismerkedik, felnőttekkel és kortársakkal is.